# Parroquia de St. Martin
La parroquia de St. Martin (en inglés: St. Martin Parish), fundada en 1868, es una de las 64 parroquias del estado estadounidense de Luisiana. En el año 2000 tenía una población de 48.583 habitantes con una densidad poblacional de 25 personas por km². La sede de la parroquia es Oberlin.

## Geografía
Según la Oficina del Censo, la parroquia tiene un área total de 2115 km² (816,6 mi²), de la cual 1916 km² (739,8 mi²) es tierra y 198 km² (76,4 mi²) (9.38%) es agua.

### Parroquias adyacentes
- Parroquia de St. Landry - norte
- Parroquia de Pointe Coupee - noreste
- Parroquia de Iberville - este
- Parroquia de Assumption - sureste
- Parroquia de St. Mary - suroeste
- Parroquia de Lafayette - oeste
- Parroquia de Iberia - sur y norte

## Carreteras
- Interestatal 10
- Ruta Federal 90
- Carretera Estatal de Luisiana 31
- Carretera Estatal de Luisiana 70
- Carretera Estatal de Luisiana 94
- Carretera Estatal de Luisiana 96

## Demografía
En el 2000 la renta per cápita promedia de la parroquia era de $30,701, y el ingreso promedio para una familia era de $36,316. En 2000 los hombres tenían un ingreso per cápita de $30,701 versus $18,365 para las mujeres. El ingreso per cápita para la parroquia era de $13,619. Alrededor del 21.50% de la población estaba bajo el umbral de pobreza nacional.

## Ciudades y pueblos
| - Breaux Bridge - Cecilia | - Henderson - Parks | - St. Martinville |